# Liane Höbinger-Lehrer
Liane Höbinger-Lehrer (* 16. Oktober 1931 in Wien; † 15. Juli 2010 ebenda) war eine österreichische Politikerin (FPÖ) und Staatsanwältin in Ruhe. Höbinger-Lehrer war von 1994 bis 1996 Abgeordnete zum österreichischen Nationalrat. 
Nach dem Besuch der Volksschule wechselte Höbinger-Lehrer an ein Realgymnasium und legte dort 1950 die Matura ab. Sie studierte im Anschluss Rechtswissenschaften und schloss ihr Studium 1955 mit dem akademischen Grad Dr. iur. ab. Zudem besuchte Höbinger-Lehrer die Musikakademie.
Höbinger-Lehrer war von 1957 bis 1969 Sängerin an Bühnen in Deutschland, Österreich und der Schweiz und absolvierte von 1970 bis 1971 ihr Rechtspraktikum. Danach war sie von 1973 bis 1995 Richteramtsanwärterin und Staatsanwältin bei der Staatsanwaltschaft Wien. 1988 wurde sie zur Hofrätin ernannt und 1995 pensioniert. 
Höbinger-Lehrer vertrat die FPÖ vom 7. November 1994 bis zum 28. Oktober 1999 im Nationalrat.